# Тиссеран, Ипполит

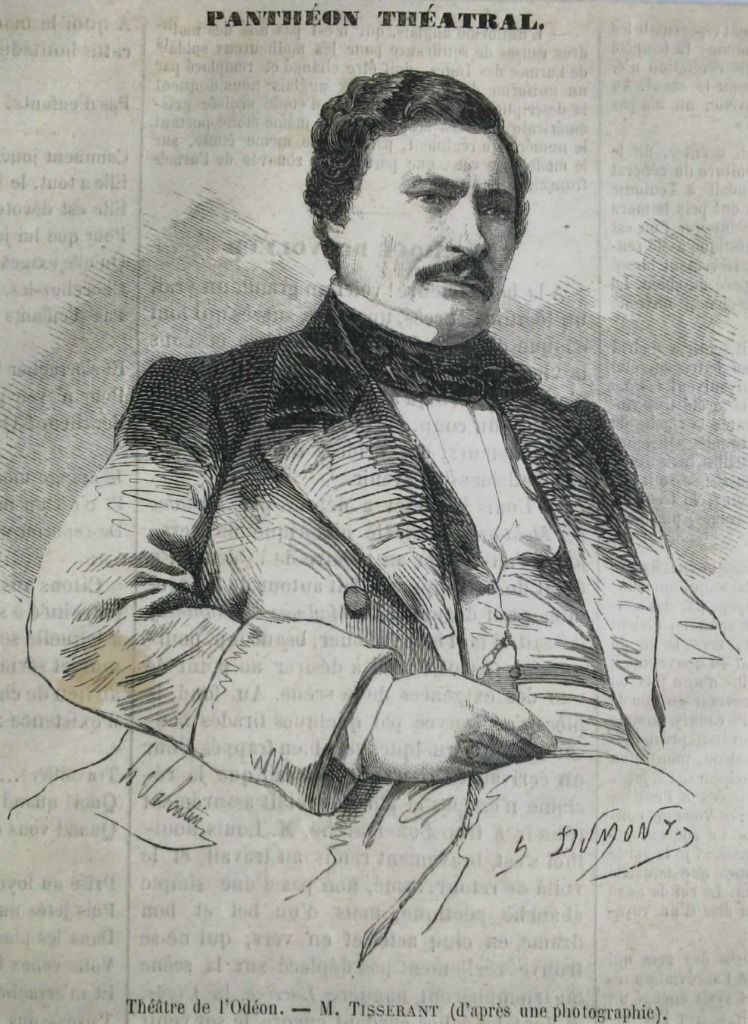
Ипполит Тиссеран. 1858 г.

Ипполит Тиссеран (фр. Hippolyte Tisserant; 1802—1877) — французский актёр и театральный деятель, драматург.
Играл в Париже на сцене театра «Gymnase», позже был директором столичного театра «Одеон».
Вместе с Эженом Сю написал пьесу «Векфильдский священник» («Vicaire de Wakefield») по одноименному произведению Оливера Голдсмита, в которой играл главную роль.
Кроме того, напечатал: «De renseignement de la comédie» (1866).